# Stilpnonotus postsignatus
Stilpnonotus postsignatus es una especie de coleóptero de la familia Mycteridae.

## Distribución geográfica
Habita en Brasil.